# Anouman Brou Félix
Anoman Brou Félix, né le 5 février 1935 à Adzopé et mort le 2 octobre 2021 à Abidjan, est un musicien ivoirien. Virtuose de la guitare, il est l'un des pionniers de la musique attié et le créateur d'une danse, le Wamy, initiée dans les années 1970 en France.

## Biographie
Né en 1935 à Adzopé, Anoman Brou Félix perd ses parents en 1946. Il part alors pour Abidjan où il devient couturier avant de s'initier, en autodidacte, à la musique et notamment à la guitare.
Dans les années 1960, il monte le groupe Ivoiry Band avant de créer, lors d'un séjour en France, la danse Wamy. Il a eu 3 femmes et 12 enfants.

## Discographie
- 1965 : Mon yé saka
- 1966 : Houi layai
- 1966 : Mon cœur l'OCAM
- 1972 : Côte d'Ivoire / Anana force kié
- 1977 : Danse Wamy
- 1984 : Le passé et le présent
- 2009 : African Pearls Vol. 5 : Côte d’Ivoire - West African Crossroads  (compilation)
- 2009 : Concert Live vol.3 (Les géants de la musique ivoirienne)

## Distinctions
- Commandeur dans l'ordre du Mérite ivoirien (2013)[5]